# Ctenochaetus cyanocheilus
El Ctenochaetus cyanocheilus es una especie de pez cirujano del género Ctenochaetus, encuadrado en la familia Acanthuridae. Es un pez marino del orden Perciformes, ampliamente distribuido, y de no común a ocasional en la mayor parte de su rango. Su nombre más común en inglés es Short-tail bristle-tooth, o diente de cerda de cola corta.

## Morfología
Tiene el cuerpo en forma oval, comprimido lateralmente. La boca es pequeña, protráctil y situada en la parte baja de la cabeza. Los juveniles son más redondeados de forma.
El color base de los adultos es de marrón anaranjado a marrón oscuro, con líneas horizontales azuladas siguiendo las hileras de escamas. La cabeza, la parte anterior del cuerpo, encima de las aletas pectorales y el pecho, están moteados con puntos finos y pálidos amarillos. Los labios son azules. La aleta caudal es asurcada y la dorsal está atravesada desde el cuerpo por líneas azuladas. Los juveniles son de color amarillo vívido.
Tiene 8 espinas dorsales, de 25 a 28 radios blandos dorsales, 3 espinas anales y de 22 a 26 radios blandos anales. Presenta 27-35 branquiespinas. Cuenta con una placa a cada lado del pedúnculo caudal, que alberga una pequeña espina defensiva.
Puede alcanzar una talla máxima de 16 cm.

## Hábitat y modo de vida
Especie asociada a arrecifes, habita en zonas de crecimiento coralino, tanto en zonas interiores, como exteriores. Normalmente en la parte superior de las laderas.
Su rango de profundidad oscila entre 1 y 46 m, aunque normalmente se registra entre 7 y 15 m de profundidad.
Suele ocurrir solitario y en grupos.

## Distribución
Se distribuye en el océano Indo-Pacífico. Es especie nativa de Australia; Brunéi Darussalam; Filipinas; Fiyi; Guam; Indonesia; Japón; Kiribati (Gilbert Is., Phoenix Is.); Malasia; Islas Marianas del Norte; Islas Marshall; Micronesia; Nauru; Nueva Caledonia; Palaos; Papúa Nueva Guinea; Islas Salomón; Samoa; Singapur; Isla Spratly; Timor-Leste; Tokelau; Tonga; Tuvalu; Vanuatu; Vietnam y Wallis y Futuna.

## Alimentación
Baten la arena o el sustrato rocoso con los dientes, y utilizan la succión para extraer los detritus, que consisten en diatomeas, pequeños fragmentos de algas, materia orgánica y sedimentos finos inorgánicos. Cuentan con un estómago de paredes gruesas, lo que implica una característica significante en su ecología nutricional.
Se alimentan principalmente pastando algas.

## Reproducción
Aunque no se dispone de información específica sobre su reproducción, como todas las especies del género, son dioicos, de fertilización externa y desovadores pelágicos. No cuidan a sus crías.